# Friederike Zimmermann
Friederike Zimmermann (* 1978 in Rinteln) ist eine deutsche Psychologin.

## Leben
2006 erwarb sie das Diplom in Psychologie an der Universität Bielefeld. Nach der Promotion 2010 in Psychologie an der Ruprecht-Karls-Universität Heidelberg lehrte sie von 2016 bis 2019 als Juniorprofessorin mit Tenure Track für Pädagogisch-Psychologische Diagnostik als Grundlage von Inklusion und Heterogenität am Institut für Pädagogisch-Psychologische Lehr- und Lernforschung (IPL) der Christian-Albrechts-Universität zu Kiel. Seit 2019 ist sie dort Professorin für Pädagogisch-Psychologische Diagnostik als Grundlage von Inklusion und Heterogenität.
Ihre Forschungsinteressen sind Sozialverhalten und Schulleistungen, soziale und emotionale Heterogenität von Schülerinnen und Schülern, selbstbezogene Kognitionen, professionelle Kompetenz von (angehenden) Lehrkräften und Vorhersage und Erklärung gesundheitsrelevanten Verhaltens.

## Schriften (Auswahl)
- Psychological perspectives on young adults' alcohol consumption. 2011, OCLC 743083912.
- mit Jan Retelsdorf, Anna Südkamp und Olaf Köller (Hrsg.): Im Blickpunkt pädagogisch-psychologischer Forschung. Selbstbezogene Kognitionen, sprachliche Kompetenzen und Professionalisierung von Lehrkräften. Festschrift für Jens Möller. Münster 2017, ISBN 3-8309-3680-X.
- mit Jens Möller und Thomas Riecke-Baulecke (Hg.): Basiswissen Lehrerbildung. Schulische Diagnostik und Leistungsbeurteilung. Hannover 2019, ISBN 3-7727-1312-2.